# Skokan hnědý
Skokan hnědý (Rana temporaria) je druh evropské žáby z čeledi skokanovití. Žije ve velké části Evropy, s výjimkou většiny Pyrenejského poloostrova, jižní Itálie a jižního Balkánu. Nejzápadnější hranicí výskytu je Irsko, kde se dlouho a nesprávně předpokládalo, že je to vysazený druh. Nachází se i v Asii až po Japonsko.
Má tři odlišná stadia vývinu – pulec, suchozemské mládě a dospělý jedinec. Má korpulentní tělo se zaobleným pyskem, předníma nohama a krátkými (vzhledem k ostatním druhům skokanů) zadními končetinami, přizpůsobenými na pohyb ve vodě a vyskakování na pevninu. Často jsou zaměňovány s ropuchou obecnou (Bufo bufo), ale skokani se dají snadno rozeznat, protože mají delší nohy, skáčou a mají vlhkou pokožku, zatímco ropuchy se plazí a mají suchou, bradavicemi posetou pokožku. Vajíčka těchto dvou druhů se také liší v tom, že skokani je mají ve shlucích, ale ropuchy je kladou v dlouhých řetězcích. Skokani hnědí vylučují na kůži temporin, dehtu podobnou směs peptidů s antibakteriálním účinkem. Pojmenován je podle tmavých skvrn na boku hlavy z latinského tempora = spánky, spánky.
Skokan hnědý a skokan zelený se chovají a loví pro maso, protože např. ve Francii a v Asii jsou žabí stehýnka delikatesou.

Skokani hnědí dorůstají délky 6 až 9 cm, zřídka i více. Zbarvení je dosti proměnlivé, obecně se však pohybuje v odstínech hnědé barvy. Na hřbetní straně těla bývají nepravidelné skvrny. Na nohách jsou tmavší příčné pruhy. Zadní nohy jsou silně vyvinuty a umožňují skoky o délce až 1 m a také velmi dobré plavání a potápění.

## Taxonomie
Protože je skokan hnědý ve svém vnějším vzhledu velmi variabilní, byly popsány různé varianty/poddruhy.
- R. t. temporaria – skokan hnědý severní. Obývá téměř celou distribuční oblast. Vyskytuje se na území Slovenska.[6]

Mezi izolované poddruhy (hlavně jihozápadní část areálu rozšíření), které vznikly geografickou izolací v horských oblastech s klimatickými výkyvy, patří:
- R. t. honnorati – populace v Alpách, Francie[7]
- R. t. parvipalmata – sever Pyrenejského poloostrova, kromě Pyrenejí[8] (provincie Galicie a Asturie[9]). Má jiné volání pří páření a redukované blány na nohou.[7]
- R. t. canigonensis (synonymum R. t. aragonensis) – populace ve francouzských Pyrenejích.[7]

Mezi sporné poddruhy patří:
- R. t. gasseri je nomen nudum, popis taxonu nebyl nikdy publikovaný.[9]

## Popis
Dospělý skokan má délku těla od 6 do 9 cm (jiný zdroj od 8 do 10 cm), hřbet a boky mohou být od olivově zelené do šedohnědé, hnědé, olivově hnědé, šedé, nažloutlé a červenohnědé. Může však pokožku zesvětlit nebo ztmavnout a přizpůsobit se okolí. Pokud se nachází ve vodě s vysokým obsahem železa, může být červený. Někteří jedinci mají i neobvyklé zbarvení – ve Skotsku se našli černí i červení jedinci a nalezeni byli se i albíni se žlutou kůží a červenýma očima. Během období páření se barva samců obvykle změní do šedé. Průměrná hmotnost dosahuje 22,7 g; samice je obvykle o něco větší než samec. V přírodě se dožívá maximálně 8 let, v zajetí to může být až 18 let.

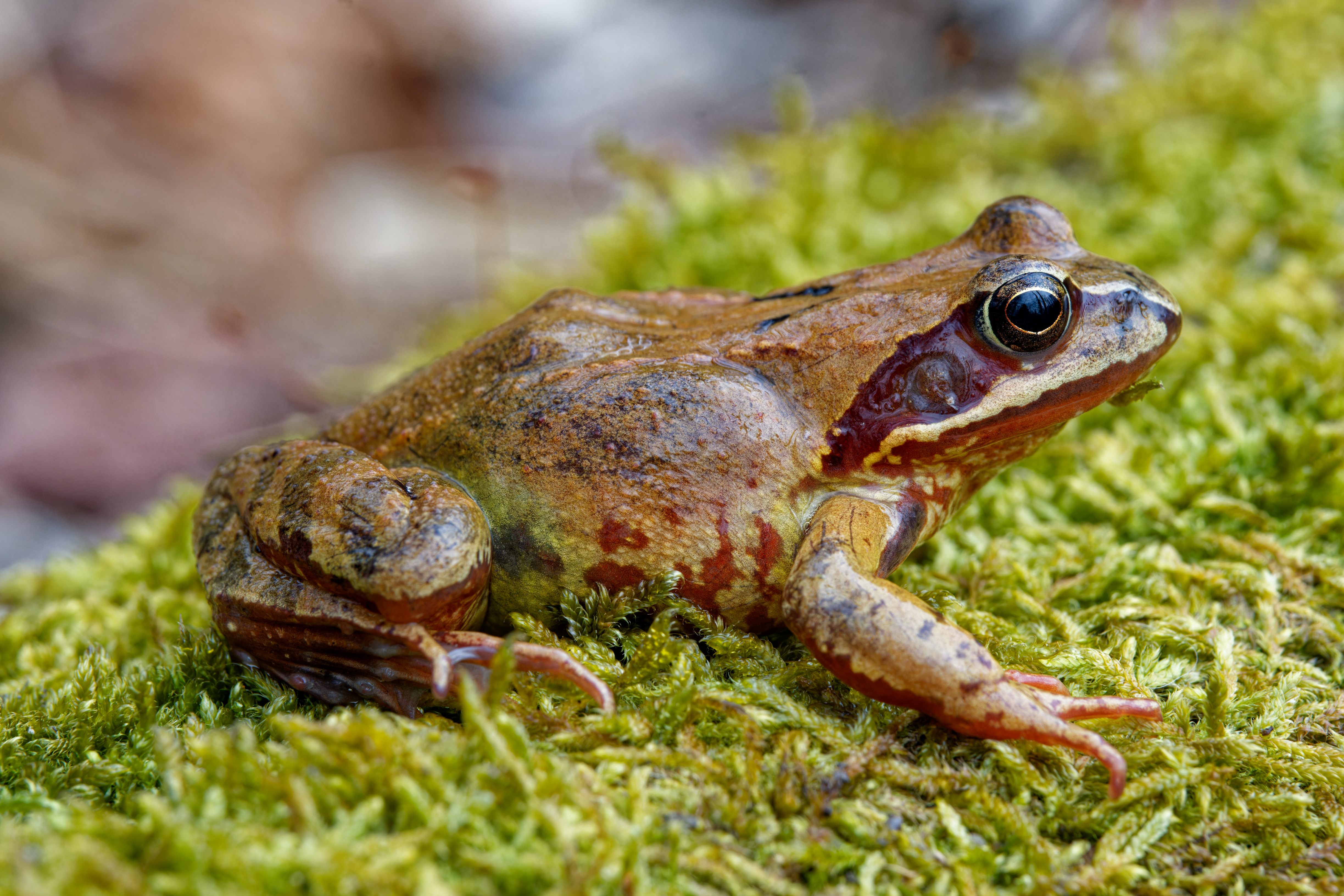
Skokan hnědý

Hlava je krátká a zaoblená. Boky, končetiny a hřbet pokrývají nepravidelné tmavé skvrny, obvykle mají tmavou skvrnu za okem. Všeobecně nemá skokan hnědý na středu hřbetu pruh, pokud ho má, je poměrně slabý. Vzhledem podobný skokan ostronosý, který má ve středu zad pruh, se snadno od skokana hnědého odlišuje. Podbřišek je bílé nebo žluté barvy (příležitostně více oranžové u samic) a může být hnědě flekatý nebo oranžově flekatý. Oči jsou hnědé s transparentními vodorovnými zornicemi, skokani ostronosí mají průhledná vnitřní víčka na ochranu očí, zatímco jsou pod vodou. Přestože má skokan hnědý delší zadní končetiny než ropucha obecná, jsou kratší než končetiny skokana štíhlého, se kterým sdílí část svého rozšíření. Delší zadní končetiny a jemnější zbarvení skokana štíhlého jsou hlavními rysy, kterými se liší. Samci mají přední končetiny mnohem silnější, což je způsobeno reprodukčním chováním (samec drží samici v poloze amplexus).

## Rozšíření a prostředí

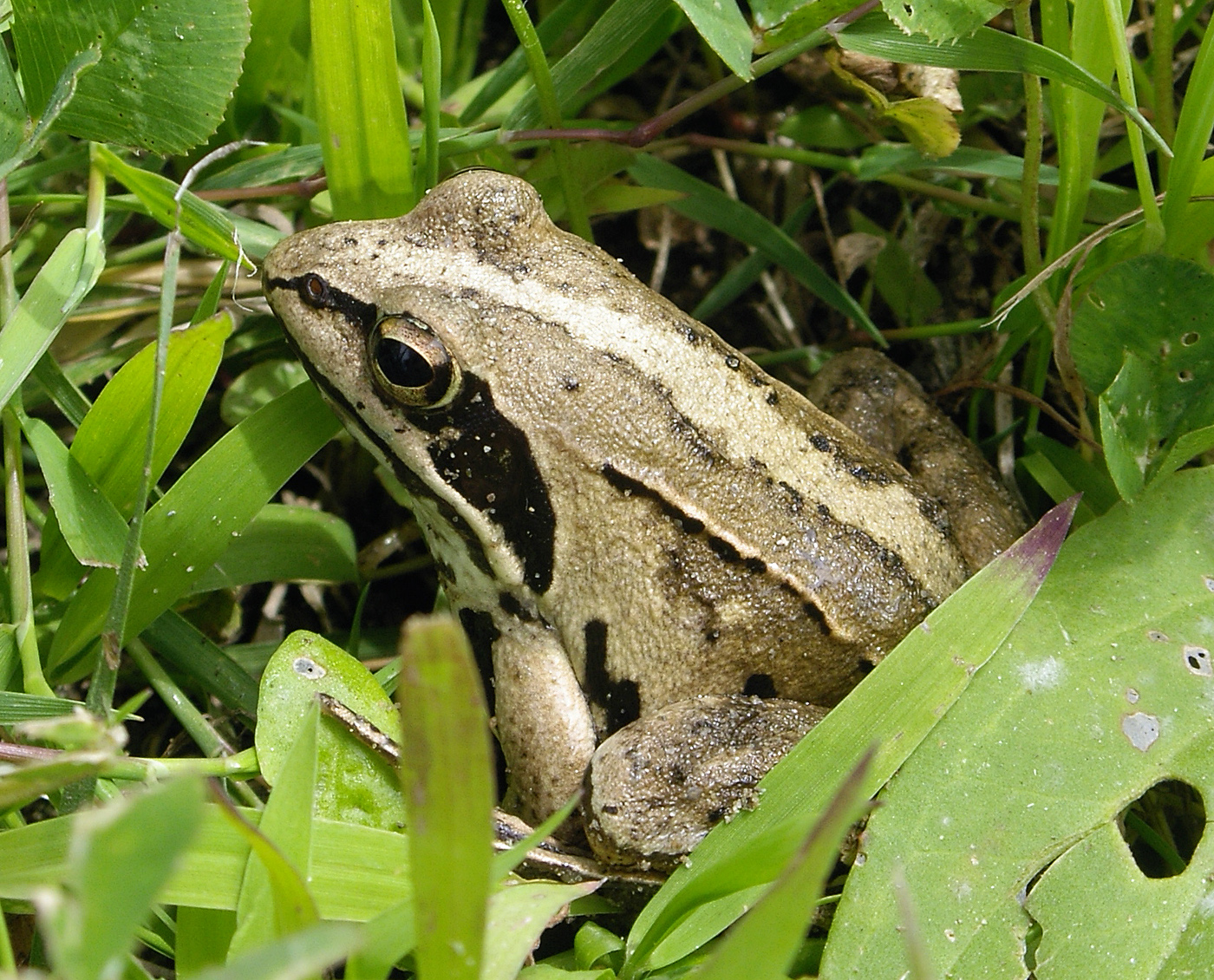
Skokan hnědý v trávě

Oblastí výskytu je Evropa kromě nejjižnějších částí, v ČR žije na celém území. Areál skokana hnědého zasahuje také do celé severní Asie až po Japonsko. V Evropě žije ze všech žab nejseverněji.

Skokani hnědí se vyskytují do nadmořské výšky asi 2500 m. Na prostředí nemají zvláštní nároky, pouze nesmí být příliš suché. Nejvhodnější jsou vlhké nížiny.

## Způsob života
Kromě období rozmnožování žije skokan hnědý na souši. Zdržuje se ve vlhkých úkrytech a za potravou vychází v noci nebo i ve dne za deštivého nebo vlhkého počasí. Potravou je mu různý hmyz, pavouci, žížaly, slimáci či drobní korýši. Koncem října či začátkem listopadu vyhledávají skokani zimoviště. Zimují buď na dně menších vodních nádrží (avšak s hloubkou minimálně 50 cm), nebo nezamrzajících úkrytech v zemi. Probouzejí se časně na jaře, když začíná odtávat led.

### Rozmnožování
Rozmnožování probíhá časně na jaře, hned po probuzení žab ze zimní strnulosti. Pokud žáby přezimovaly na dně vodní nádrže, většinou se ve stejné nádrži i množí. Samci se ozývají mručivým vrrru – vrrru – vrrru. Snůška má podobu rosolovitého chuchvalce, plovoucího při hladině, a obsahuje obvykle 1000 až 2500 vajíček, ale velké samice s dobrou kondicí mohou naklást až 4000 vajíček. Ve vajíčkách je tmavý pól (směřující vzhůru) a světlý pól (směřující dolů). Pulci se líhnou za 3 až 4 týdny, k proměně v malé žabky potřebují asi 2 až 3 měsíce. Pohlavní dospělosti dosahují ve třetím roce života.